# Manuel Simó Marín
Manuel Simó Marín (Onteniente, 1868-Valencia, 1 de octubre de 1936) fue un abogado y político carlista y derechista español. 

## Biografía
Cursó el Bachillerato en el Colegio de San José dirigido por los Padres Jesuitas. En 1892 se licenció y en Derecho por la Universidad de Valencia y destacó como empresario de la confección de mantas. También fue miembro de la junta de gobierno del Colegio de Abogados de Valencia.
En 1909 fue jefe del Partido Jaimista en Valencia, y en 1911 promovió la aparición del Diario de Valencia, en el que tuvieron de redactores a Luis Lucia Lucia y Luis García Guijarro y colaboraron Juan Vázquez de Mella, Francisco Melgar, Rafael Díaz Aguado Salaverry, Joaquín Llorens y Severino Aznar. En las elecciones generales de España de 1914 fue escogido diputado por Valencia y concejal del Ayuntamiento de Valencia por la Liga Católica, coalición formada por carlistas y conservadores contra el blasquismo. Al mismo tiempo, junto a su hermano José y otros socios carlistas, fundaron Mantas Paduana en su ciudad natal en 1919, una empresa cuya fábrica acogía a aquellos obreros rechazados de otros puestos por su militancia política. Tenía una doble voluntad caritativa y política, pues en la escritura pública de la fundación se expuso que «el 50% de los beneficios se dedicarían a la participación de los trabajadores y a obra social». La empresa, hasta el comienzo de la Guerra civil, se conocía en Onteniente como la dels carlistes.
En 1921 fue miembro de la Diputación Provincial de Valencia por el distrito de Enguera-Onteniente, pero dimitió con la llegada de la dictadura de Primo de Rivera. Al mismo tiempo, al producirse en 1919 la escisión en la Comunión Tradicionalista, siguió el sector de Vázquez de Mella y después fue presidente del nuevo Partido Social Popular hasta 1922.
Miembro de Acción Católica, tomó parte en numerosos mítines de esta organización. Entre 1930-1931 fue nuevamente miembro de la Diputación Provincial; en 1931 fue uno de los fundadores de la Derecha Regional Valenciana con Luis Lucia, con el que fue concejal y portavoz del grupo en el ayuntamiento de Valencia y miembro de la Diputación de 1934 a 1936. Al estallar la Guerra civil  a sus 68 años fue detenido, saqueado su domicilio de la calle San Cristóbal, 10 y posteriormente asesinado en el picadero de Paterna el 1 de octubre de 1936. Junto a él fueron asesinados su hermano José Simó Marín y los hijos de aquel José Simó Attard y Eduardo Simó Attard (ambos corredores de comercio) y el joven estudiante hijo de José Simó Marín, Gabriel Simó Aynat.
Perteneció a la Tercera Orden de San Francisco.